# Toulouse Street
| Recensione                        | Giudizio    |
| --------------------------------- | ----------- |
| AllMusic                          | [ 3 ]       |
| Robert Christgau                  | C           |
| The New Rolling Stone Album Guide | [ 5 ]       |
| Sputnikmusic                      | 3.6 (Great) |
| Piero Scaruffi                    | [ 7 ]       |
| Dizionario del Pop-Rock           | [ 8 ]       |
| 24.000 dischi                     | [ 9 ]       |

Toulouse Street è il secondo album discografico in studio del gruppo musicale rock statunitense The Doobie Brothers, pubblicato nel giugno del 1972.
Da segnalare alcuni cambiamenti d'organico avvenuti prima della registrazione dell'album, Tiran Porter sostituisce al basso Dave Shogren (quest'ultimo comunque dà ancora il suo contributo in un paio di brani) e l'aggiunta in formazione di un secondo batterista: Michael Hossack.

## Tracce
Lato A
1. Listen to the Music – 4:44 (Tom Johnston)
2. Rockin' Down the Highway – 3:18 (Tom Johnston)
3. Mamaloi – 2:28 (Patrick Simmons)
4. Toulouse Street – 3:20 (Patrick Simmons)
5. Cotton Mouth – 3:44 (James Seals, Dash Crofts)

Lato B
1. Don't Start Me to Talkin' – 2:41 (Sonny Boy Williamson)
2. Jesus Is Just Alright – 4:33 (Arthur Reid Reynolds)
3. White Sun – 2:28 (Tom Johnston)
4. Disciple – 6:42 (Tom Johnston)
5. Snake Man – 1:35 (Tom Johnston)

## Formazione
- Tom Johnston - voce, chitarra
- Patrick Simmons - voce, chitarra
- Tiran Porter - basso acustico
- John Hartman - batteria, percussioni
- Michael Hossack - batteria

Musicisti aggiunti
- Bill Payne - piano, organo
- Dave Shogren - basso elettrico e chitarra (brano: Toulouse Street)
- Dave Shogren - voce (brano: White Sun)
- Jerry Jumonville - horn (sassofono tenore) (brani: Cotton Mouth e Don't Start Me to Talkin')
- Joe Lane Davis - horn (sassofono baritono) (brani: Cotton Mouth e Don't Start Me to Talkin')
- Sherman Marshall Cyr - horn (tromba) (brani: Cotton Mouth e Don't Start Me to Talkin')
- Joe Robert Smith - horn (sassofono tenore) (brani: Cotton Mouth e Don't Start Me to Talkin')
- Note aggiuntive
- Ted Templeman - produttore
- Benita Brazier - coordinatrice alla produzione
- Marty Cohn e Steve Barncard - produttori associati (brani: Toulouse Street, White Sun e Snake Man)
- Jerry Jumonville - arrangiamento strumenti a fiato (brani: Cotton Mouth e Don't Start Me to Talkin')
- Registrazioni effettuate al Warner Bros. Studios di North Hollywood, California (eccetto brani: Snake Man, White Sun e Toulouse Street)
- Donn Landee - ingegnere delle registrazioni (Warner Bros. Studios)
- Brani: Snake Man, White Sun e Toulouse Street, registrati al Wally Heider Studios di San Francisco, California
- Marty Cohn e Steve Barncard - ingegneri delle registrazioni (brani: Snake Man, White Sun e Toulouse Street)
- Michael e Jill Maggid - fotografie
- Ed Thrasher - art direction
- John e Barbara Casado - design album[12]

## Classifica
Album
| Anno | Classifica    | Posizione raggiunta |
| ---- | ------------- | ------------------- |
| 1972 | Billboard 200 | 21                  |

Singoli
| Anno | Titolo del brano      | Classifica        | Posizione raggiunta |
| ---- | --------------------- | ----------------- | ------------------- |
| 1972 | Listen to the Music   | Billboard Hot 100 | 11                  |
| 1973 | Jesus Is Just Alright | Billboard Hot 100 | 35                  |